# Armée de terre (Côte d'Ivoire)
Pour les autres articles nationaux ou selon les autres juridictions, voir Armée de terre.
L’armée de terre est l'une des quatre composantes des Forces armées de Côte d'Ivoire.
Comme les trois autres armées (la marine nationale, l'armée de l'air et la gendarmerie nationale), elle est placée sous la responsabilité du Gouvernement. En opération, les unités de l'armée de terre sont placées sous l'autorité du chef d'état-major de l'armée de terre (CEMAT). Le chef d'état-major de l'armée de terre est responsable, devant le CEMA et le ministre de la Défense, de l'organisation, de la préparation, de l'emploi de ses forces ainsi que de la planification et la programmation de ses moyens, équipements et matériels futurs.
Entièrement professionnalisée depuis le départ des derniers appelés en 2004, l'armée de terre compte en 2010 un effectif de 30 000 militaires.

## Historique
Elle est formée en 1961, un an après l'indépendance du pays.

## Organisation
L'organisation de l'Armée de terre comprend :
- l'état-major de l'armée de terre (EMAT), qui assure la direction générale et la gestion de l'ensemble des composantes ;
- l'inspection de l'Armée de terre ;
- la direction des ressources humaines de l'armée de terre (DRHAT, ancienne DPMAT) ;
- les forces ;
- une organisation territoriale (4 régions « terre ») ;
- les services ;
- les organismes chargés de la formation du personnel et de l'enseignement militaire supérieur.

Toutes ces composantes sont placées sous le commandement du chef d'état-major de l'armée de terre (CEMAT).

### Composantes
L'armée de terre est composée de plusieurs armes :
- un bataillon de réaction rapide, le 1er bataillon de commandos parachutistes(1er BCP) ;
- quatre bataillons d'infanterie ;
- un bataillon blindé ;
- un bataillon d'artillerie sol-air (BASA) (défense anti-aérienne)
- un bataillon d'artillerie sol-sol(BASS)
- un bataillon de génie
- un groupement des Forces Spéciales
- une Unité de Commandement et de Soutien(UCS)
- un Bataillon de Commandement et de Soutien (BCS)
- un groupement des moyens généraux

## Régions militaires
La Côte d'Ivoire est divisée en cinq régions militaires, chacune sous la responsabilité d'un colonel.
La Ire région militaire concentre l'essentiel des effectifs, autour d'Abidjan. Les unités qui y sont basées sont :
La IIe région militaire, quartier-général à Daloa, a un bataillon d'infanterie.
La IIIe région militaire, quartier-général à Bouaké, a un bataillon d'infanterie délocalisé à Anyama, un bataillon d'artillerie et un bataillon du génie délocalisé à Adjamé.
La IVe région militaire, quartier-général à Korhogo, a uniquement une compagnie territoriale.

## Commandement des forces terrestres
Le commandement des forces terrestres (CFT, ex-CFAT) a autorité sur cinq états-majors de forces, huit brigades interarmes et six brigades spécialisées et directement sur des unités.

## Équipement (1961-2002)
L'Armée de terre ivoirienne fut d'abord équipés d'armes françaises avant de recevoir des armes d'Europe de l'Est.[réf. nécessaire]

## Programme de réarmement (2002-présent)
Les forces armées de Côte d'Ivoire bénéficient d'un programme de réarmement conséquent depuis la crise militaire de 2002. L'armée de terre aurait bénéficié de l'achat de :
- Blindés :
  - 13 VAB (véhicules de l’avant blindés) ;
  - des véhicules blindés Casspir ;
  - des véhicules blindés SAMIL 4x4 ;
  - plus de 500 véhicules ACMAT: VLRA et ALTV ;
  - 9 AMX ;
  - 13 BMP-1 ;
  - 5 M1 Abrams
  - 30 BTR-60, et 6 BTR-80 ;
  - 13 BRDM-2 ;
  - 10 RG-31 dit MAMBA MK II et 06 RG-12 ;
  - 16 M3 Panhard VTT et 6 M3 Panhard twin 20 mm (anti-aérien)
  - 7 ERC-90 Sagaie
  - 8 AML-90 et 6 AML-60
  - 10 chars d'assaut T-55.
  - 22 UAZ-3151 jeep 4x4
- Artillerie lourde :
  - des dizaines de missiles antichars type konkur ;
  - M46 (field gun) ;
  - 6 BM-21 (LRM) ;
  - 4 obusiers de 105 mm Modèle 50 ;
  - obusiers automoteurs 122 mm ;
  - environ 5 000 obus de même calibre ;
  - 200 mortiers de 120/82 mm ;
  - une trentaine de canons de 20 et 23 mm ;
  - plusieurs dizaines de canons de 90 mm ;
  - milliers de grenades à main ;
  - des grenades à fragmentation et anti-véhicules pour bazookas ;
  - plus de 200 lance-roquettes type RPG-7 et RPG 28 en provenance pour la plupart de Chine ;
  - 100 mitrailleuses lourdes ;
  - 200 mitrailleuses légères Neguev ;
  - plusieurs dizaines de fusils de précision Dragunov ;
  - 5 000 fusils d’assaut (dont des Kalachnikovs et des 56-1) ;
  - des quantités importantes de munitions (notamment pour pistolet-mitrailleur, fusil d'assaut et mitrailleuses).
  - 200 camions de transport de troupes.

En janvier 2017, Le Titus de l'entreprise Nexter (véhicule blindé 6X6 sur châssis Tatra) est présenté au salon ShieldAfrica, organisé à Abidjan en Côte d'Ivoire, puis testé à l’occasion d’une évaluation menée par les Forces ivoiriennes sur le champ de tir de Lomo-Nord, dans le centre du pays. 